# Характер биквадратичного вычета
Характер биквадратичного вычета — теоретико-числовая функция двух аргументов, являющаяся частным случаем символа степенного вычета. Также является характером в простом поле.
Характер биквадратичного вычета является аналогом символа Лежандра, и для его вычисления используется биквадратичный закон взаимности, являющийся аналогом квадратичного закона взаимности.

## Определение
Рассмотрим D=Z[i] — кольцо целых гауссовых чисел, то есть чисел вида {\displaystyle \alpha =a+b\,i}, где a и b — целые числа.
Пусть {\displaystyle \pi } — простое в кольце D, с нормой {\displaystyle N\pi }. Характер биквадратичного вычета определяется следующим образом:
- {\displaystyle \left({\frac {\alpha }{\pi }}\right)_{4}=0}, если {\displaystyle \alpha } делится на {\displaystyle \pi }.
- {\displaystyle \left({\frac {\alpha }{\pi }}\right)_{4}=1}, если {\displaystyle \alpha } не делится на {\displaystyle \pi } и {\displaystyle N\pi =2}.
- Во всех остальных случаях {\displaystyle \left({\frac {\alpha }{\pi }}\right)_{4}} — одно из значений {\displaystyle \{1,\ -1,\ i,\ -i\}}, лежащее в классе вычетов {\displaystyle \alpha ^{(N\pi -1)/4}\mod \pi } (такое значение однозначно определено).

## Биквадратичный закон взаимности
Назовём {\displaystyle \alpha }, не являющееся единицей, примарным, если оно сравнимо с 1 по модулю идеала {\displaystyle ((1+i)^{3})}. При этом неединица {\displaystyle \alpha =a+b\,i} примарна тогда и только тогда, когда {\displaystyle a\equiv 1{\pmod {4}}}, {\displaystyle b\equiv 0{\pmod {4}}} или {\displaystyle a\equiv 3{\pmod {4}}}, {\displaystyle b\equiv 2{\pmod {4}}}.
Пусть {\displaystyle \pi } и {\displaystyle \theta } — взаимно простые примарные элементы в D, тогда
| {\displaystyle \left({\frac {\pi }{\theta }}\right)_{4}=\left({\frac {\theta }{\pi }}\right)_{4}(-1)^{{\frac {N\pi -1}{4}}{\frac {N\theta -1}{4}}}} |

## Другие свойства характера биквадратичного вычета
- {\displaystyle \left({\frac {\alpha }{\pi }}\right)_{4}=1} тогда и только тогда, когда сравнение {\displaystyle x^{4}\equiv \alpha \mod {\pi }} разрешимо, то есть тогда и только тогда, когда {\displaystyle \alpha } — биквадратичный вычет
- Мультипликативность: {\displaystyle \left({\frac {\alpha \beta }{\pi }}\right)_{4}=\left({\frac {\alpha }{\pi }}\right)_{4}\cdot \left({\frac {\beta }{\pi }}\right)_{4}}
- Периодичность: если {\displaystyle \alpha \equiv \beta \mod {\pi }}, то {\displaystyle \left({\frac {\alpha }{\pi }}\right)_{4}=\left({\frac {\beta }{\pi }}\right)_{4}}
- Если {\displaystyle \pi =a+bi} — простое примарное, то {\displaystyle \left({\frac {-1}{\pi }}\right)_{4}=(-1)^{\frac {a-1}{2}}}

## Список литературы
- Айерлэнд К., Роузен М. Классическое введение в современную теорию чисел. — Москва: Мир, 1987.

- Franz Lemmermeyer. Reciprocity laws: From Euler to Eisenstein. — Springer Verlag, 2000. — ISBN 3-540-66957-4.